# Метанаратив
Метанаратив (англ. metanarrative, grand narrative) — це всеохоплююча розповідь або система ідей, що прагне пояснити великі історичні, соціальні, культурні чи космологічні процеси.
Термін походить від грецького meta («поза», «над») та латинського narrare («розповідати»), що разом означає «надрозповідь», яка об’єднує менші історії в єдину систему. Поняття стало широко відомим завдяки французькому філософу Жану-Франсуа Ліотару, який у книзі «Постмодерністський стан» (1979) описав метанаративи як великі розповіді, що легітимізують знання, владу та суспільні інститути, наприклад, ідеї прогресу, наукового знання, християнства чи марксизму. Ліотар стверджував, що в постмодерному суспільстві метанаративи втрачають авторитет, поступаючись локальним і фрагментарним наративам.
Метанаративи застосовуються у різних галузях. У філософії вони критикуються постмодерністами за тоталізуючу природу, що може ігнорувати різноманітність людського досвіду. У літературознавстві аналіз метанаративів допомагає зрозуміти, як великі ідеї, такі як героїзм чи прогрес, формують літературні твори. У соціології та історії метанаративи, наприклад, віра в неминучий прогрес чи класову боротьбу, використовуються для інтерпретації суспільних процесів. Релігійні доктрини, як-от християнський наратив спасіння, чи ідеології, як-от марксизм або капіталізм, також виступають метанаративами, надаючи сенс суспільним подіям. Водночас критики зазначають, що метанаративи можуть сприяти ідеологічному контролю, тоді як їхні прихильники вважають їх необхідними для створення цілісного бачення світу.